# Galo Leoz
Galo Leoz Ortín (Alcañiz, 22 de abril de 1879 – Madrid, 23 de enero de 1990) fue un oftalmólogo español.

## Biografía
Discípulo y colaborador de Santiago Ramón y Cajal y oculista de la familia Maura, por sus manos pasaron más de 50.000 pacientes de tres generaciones. El doctor Leoz, que pasó consulta hasta los 103 años, fue uno de los pioneros en el estudio sobre la degeneración y regeneración de los nervios ópticos, así como en el trasplante de córnea. Nacido en Alcañiz (Teruel), se asentó desde su adolescencia en Madrid. Vivió la guerra de África y la Primera Guerra Mundial, y no ocultaba sus simpatías por la República. Fue profesor de Oftamología en la facultad de Medicina de Madrid, donde había estudiado la carrera, y autor de un libro y cientos de trabajos, entre otros el titulado Trabajos de laboratorio de investigaciones biológicas de la Universidad de Madrid, que fue dirigido por el premio Nobel Ramón y Cajal.
Galo Leoz fue un amante de la música clásica, especialmente de la barroca, y sentía gran predilección por la ópera. Leoz tenía la Medalla de Oro al Trabajo, fue presidente de la Sociedad Española de Oftalmología, presidente de honor de la Sociedad Internacional de Neurología, con sede en Washington, y miembro de honor de las sociedades de oftalmología de la R.F.A., el Reino Unido e Italia.
Leoz fue padre del arquitecto, escultor y candidato al Premio Nobel de la Paz, Rafael Leoz, y del también oftalmólogo Gustavo Leoz. 
Fue el hombre vivo más viejo de España durante 22 días, desde la muerte de A.L.M. el 1 de enero de 1990 y el hombre más longevo de España desde que alcanzó la edad de A.L.M. el 12 de enero de 1990 hasta 1993, cuando  Josep Armengol le superó. De aquellos cuya edad está verificada por el Gerontology Research Group, Leoz es uno de los cien hombres más longevos del mundo, de los treinta de Europa y el 5º de España. También es una de las treinta personas (varón o mujer) más longevas de España.